# Hackman (plommon)
Hackman är en plommonsort av okänt ursprung, som odlats mycket länge i Sverige. Tidigast omnämnd 1837. Den skall vara uppkallad efter en prost Hackman, som bidragit till dess spridning. Den odlas även i Norge och Danmark.
Frukten är stor, oval, gulgrön med märkare fläckar av grönt, vid full mognad nästan gul, överdragen med gråvit dagg. Stenen lossnar inte lätt från köttet, men huden går lätt att dra av. Köttet är rätt grovt, gulgrönt, saftigt, sött och med god arom. Mognadstiden är mitten eller slutet av september. Vid risk för frost kan dock frukten plockas av och låtas eftermogna. Bords- och hushållsfrukt.
Trädet är rätt härdigt, växer starkt och blir ganska stort. Blomningen är medeltidig och sorten självsteril. Angrips sällan av sjukdomar.